# Lijst van kunstwerken in het Mauritshuis/L
Lijst van kunstwerken in het Mauritshuis en de Galerij Prins Willem V in Den Haag met werken van kunstenaars van wie de naam begint met de letter L. Vermeldingen in het grijs geven aan dat het werk geen deel meer uitmaakt van de collectie, bijvoorbeeld omdat het in bruikleen gegeven is aan een andere instelling of omdat het teruggegeven is aan de bruikleengever.
| Inventaris-nummer | Maker                                        | Titel | Datering      | Type          | Afbeelding |
| ----------------- | -------------------------------------------- | --- | ------------- | ------------- | ---------- |
| 1102              | Pieter van Laer                              | Landschap met jagers | Ca. 1640      | Schilderij    |            |
| 776               | Louis Jean Francois Lagrenée                 | Landschap met Salmacis en Hermaphroditus                                                                                                  | 1773          | Schilderij    |            |
| 83                | Gerard de Lairesse                           | Bacchus en Ariadne | 1680          | Schilderij    |            |
| 82                | Gerard de Lairesse                           | Achilles wordt ontdekt tussen de dochters van Lycomedes                                                                                   | Ca. 1685      | Schilderij    |            |
| 446               | Gerard de Lairesse                           | Verheerlijking van koning-stadhouder Willem III                                                                                           | 1689-1702     | Schilderij    |            |
| 334               | Giovanni Battista Langetti                   | Titius | Ca. 1660-1665 | Schilderij    |            |
| 84                | Jan Willemsz. Lapp                           | Italianiserend landschap met herders | 1605-1663     | Schilderij    |            |
| 273               | Jan Willemsz. Lapp                           | Italianiserend landschap met gebouwen | Ca. 1660-1670 | Schilderij    |            |
| 274               | Jan Willemsz. Lapp                           | Italianiserend landschap | Ca. 1680      | Schilderij    |            |
| 294               | Nicolas de Largillière                       | Portret van Willem Hyacinth | 1700-1746     | Schilderij    |            |
| 392               | Pieter Lastman                               | De opwekking van Lazarus | 1622          | Schilderij    |            |
| 1219              | Pieter Lastman                               | De prediking van Johannes de Doper | 1627          | Schilderij    |            |
| 1078              | Ger Lataster                                 | Ontwerp voor Icarus Atlanticus | 1987          | Schilderij    |            |
| 1079              | Ger Lataster                                 | Ontwerp voor Icarus Atlanticus | 1987          | Schilderij    |            |
| 1082              | Ger Lataster                                 | Icarus Atlanticus: Allegorie op de ijdelheid van de mens                                                                                  | 1987          | Schilderij    |            |
| 1083              | Ger Lataster                                 | Icarus Atlanticus: Allegorie op de werkende mens                                                                                          | 1987          | Schilderij    |            |
| 322               | Filippo Lauri                                | Landschap met Mercurius, Argus en Io | 1638-1694     | Schilderij    |            |
| 289               | Toegeschreven aan Andrea di Leone            | De marskramers | Ca. 1635-1650 | Schilderij    |            |
| 870               | Nicolas Bernard Lépicié                      | Jongen met een tekenboek | 1772          | Schilderij    |            |
| 564               | Judith Leyster                               | Man die een vrouw geld aanbiedt | 1631          | Schilderij    |            |
| 1162              | Gijsbrecht Leytens                           | Winterlandschap met houtsprokkelaars | 1617-1657     | Schilderij    |            |
| 85                | Naar Jan Lievens                             | Studie van een oude man | 1630-1700     | Schilderij    |            |
| 87                | Johannes Lingelbach                          | De hooioogst | 1637-1674     | Schilderij    |            |
| 88                | Johannes Lingelbach                          | Het halthouden van Karel II (1630-1685) bij de buitenplaats Wema aan de Rotte tijdens zijn tocht van Rotterdam naar Den Haag, 25 mei 1660 | 1650-1674     | Schilderij    |            |
| 89                | Johannes Lingelbach                          | Het vertrek van Karel II, koning van Engeland, vanaf Scheveningen op 2 juni 1660                                                          | 1650-1674     | Schilderij    |            |
| 951               | Johannes Lingelbach                          | Italiaans landschap met rustend landvolk                                                                                                  | Ca. 1655-1660 | Schilderij    |            |
| 86                | Johannes Lingelbach                          | Haven aan de Middellandse zee | 1660          | Schilderij    |            |
| 121               | Johannes Lingelbach en Frederik de Moucheron | Italiaans landschap | Ca. 1670      | Schilderij    |            |
| 1093              | Dirck van der Lisse                          | Een slapende jachtnimf | Ca. 1640-1650 | Schilderij    |            |
| 1120              | Jan van Logteren                             | Portret van Johan Maurits, graaf van Nassau-Siegen                                                                                        | 1727          | Beeldhouwwerk |            |
| 599               | Jacob van Loo                                | Portret van een dame | Ca. 1647      | Schilderij    |            |
| 885               | Jacob van Loo                                | Het paartje | Ca. 1650      | Schilderij    |            |
| 722               | Isaack Luttichuys                            | Portret van een jonge vrouw | 1660-1673     | Schilderij    |            |